# ميب جيس
ميب جيس (بالهولندية: Miep Gies)‏ (15 فبراير 1909 في فيينا — 11 يناير 2010 في هورن، هولندا عن عمر ناهز 100 عام) هي هولندية أخفت آن فرانك وعائلتها من النازيين خلال الحرب العالمية الثانية كما يعود لها الفضل في اكتشاف مذكرات آن فرانك وإخفائها بعد إلقاء القبض على آن وعائلتها من طرف الغيستابو وترحيلهم إلى معسكر بيرغن بيلسن.

## يوميات آن فرانك
وجدت ميب يوميات آن فرانك في مكان اختباء العائلة فاحتفظت بها دون أن تقرأها أملا في عودة آن. ومع نهاية الحرب، علمت ميب بوفاة الطفلة في معسكر بيرغن بيلسن. فعهدت بجميع الوثائق المتعلقة بالمذكرات إلى أب آن أوتو فرانك الناجي الوحيد في الملحق، الذي نشر المذكرات عام 1947. وقد ذكرت ميب في وقت لاحق أنها لو كانت قد قرأت المذكرات لكانت دمرتها بسبب احتوائها على معلومات شخصية ومتضاربة. غير أن أوتو فرانك أقنعها بقراءة المذكرات في طبعتها الثانية.
بعد نشر وترجمة الكتاب، أصبحت «ميب جيس» وزوجها «إيان جيس» من المشاهير في هولندا بسبب شجاعتهم فيما حصلت ميب على العديد من الجوائز من عدة منظمات دولية. منها توشيحها بجائزة راؤول فالنبرغ للشجاعة، والصالحين بين الأمم من طرف إسرائيل. وسام الاستحقاق من جمهورية ألمانيا الاتحادية عام 1994، ميدالية ياد فاشيم عام 1995، كما جرى تكريمها عام 1997 من قبل بياتريكس ملكة هولندا.
ظهرت شخصية «ميب جيس» في الفيلم كتاب الحرية.

## حياتها الخاصة
تزوجت ميب من «إيان جيس» ورزقى بولد وحيد يدعى «بول» في 13 يوليو 1950، ورغم ذلك كان لها ثلاثة أحفاد، إروين. جانين. ديفيد.
توفي زوجها بسبب مرض السكري في عام 1993.

## وفاتها
في 11 يناير 2010، توفيت «ميب جيس» في هورن بهولندا بعد معاناةٍ من آثار السقوط. بعد 17 سنة من وفاة زوجها «إيان جيس» حيث استطاعت النجاة مع ابنها بول وزوجته ولوسي وأحفادها الثلاثة، إيروين وجانين وديفيد.

## روابط خارجية
- ميب جيس على موقع IMDb (الإنجليزية)
- ميب جيس على موقع إن إن دي بي (الإنجليزية)